# Edinburgh City Chambers
 Edinburgh City Chambers en Edimburgo, Escocia, es el lugar de reunión del Ayuntamiento de Edimburgo y sus predecesores, Edinburgh Corporation y Edinburgh District Council. Es un edificio catalogado de Categoría A. 

## Historia
El edificio actual se construyó originalmente como Royal Exchange, que se financió mediante suscripción y se puso en servicio en 1753. Fue diseñado por John Adam con modificaciones detalladas de John Fergus. Las obras de construcción absorbieron muchas calles pequeñas, comúnmente conocidas en Edimburgo como "closes", que corrían de norte a sur a lo ancho del sitio. El edificio Royal Exchange se asentó parcialmente sobre los edificios truncados en los cierres que posteriormente fueron bloqueados. Estos cierres ahora subterráneos todavía eran accesibles, pero estuvieron cerrados para el acceso público durante muchos años hasta que se reabrieron como 'The Real Mary King's Close'. El Exchange fue inaugurado por Lord Provost George Drummond en 1760.
El intercambio tenía una cafetería y tiendas, incluida una sombrerería operada por Sibilla Hutton.  La Lonja nunca fue popular entre los comerciantes, para quienes fue construida, quienes persistieron en reunirse en el Mercat Cross o, mejor dicho, donde estaba antes de que fuera removida en 1756. El Ayuntamiento se hizo cargo del ala norte en 1811 como las Cámaras de la Ciudad y en 1893 había comprado todo el edificio. 
Las Cámaras de la Ciudad albergaron inicialmente al Ayuntamiento de Edimburgo desde 1893 hasta 1895, cuando ese organismo fue reemplazado por la Corporación de Edimburgo. Siguió siendo la sede de la Corporación hasta que fue reemplazada por el Consejo del Distrito de Edimburgo bajo el Consejo Regional más amplio de Lothian en mayo de 1975. Luego siguió siendo la sede del Consejo del Distrito de Edimburgo hasta que la abolición de la Región de Lothian condujo a la formación del Ayuntamiento de Edimburgo en abril de 1996.
Se utilizó como lugar de rodaje de la película Braveheart en 1995 y de la serie de televisión Belgravia en 2019.

## Arquitectura
El edificio principal está apartado de High Street detrás de un cuadrilátero con una pantalla de juegos abierta con bóveda de crucería que da a la calle. Hay una estatua de bronce prominente de Alexander Taming Bucephalus, de John Steell, en el cuadrilátero. Este fue modelado en 1832 pero no fundido en bronce hasta 1883. Estuvo en St Andrew Square hasta 1916.
La "Piedra del Recuerdo", dentro de la galería de High Street, conmemora a los residentes del burgo real que perdieron la vida en la Primera Guerra Mundial. El monumento fue inaugurado por el Príncipe Enrique el Día del Armisticio en 1927.
La estatua de bronce en la esquina noreste del cuadrilátero es del general Stanisław Maczek, un comandante de tanque polaco de la Segunda Guerra Mundial que jugó un papel decisivo en la liberación aliada de Francia y que vivió en Edimburgo durante los últimos 46 años de su vida. La estatua, que se inauguró en 2018, es obra del escultor polaco Bronislaw Krzysztof.

La mayor parte del interior y todas las Cámaras del Consejo principales datan de 1875 a 1890 y son obra del arquitecto municipal de la época, Robert Morham.También construyó el ala noroeste en 1898 y la galería arqueada frente al patio en 1901. Las alas este y oeste de la Royal Mile son del posterior arquitecto de la ciudad Ebenezer James MacRae en la década de 1930.

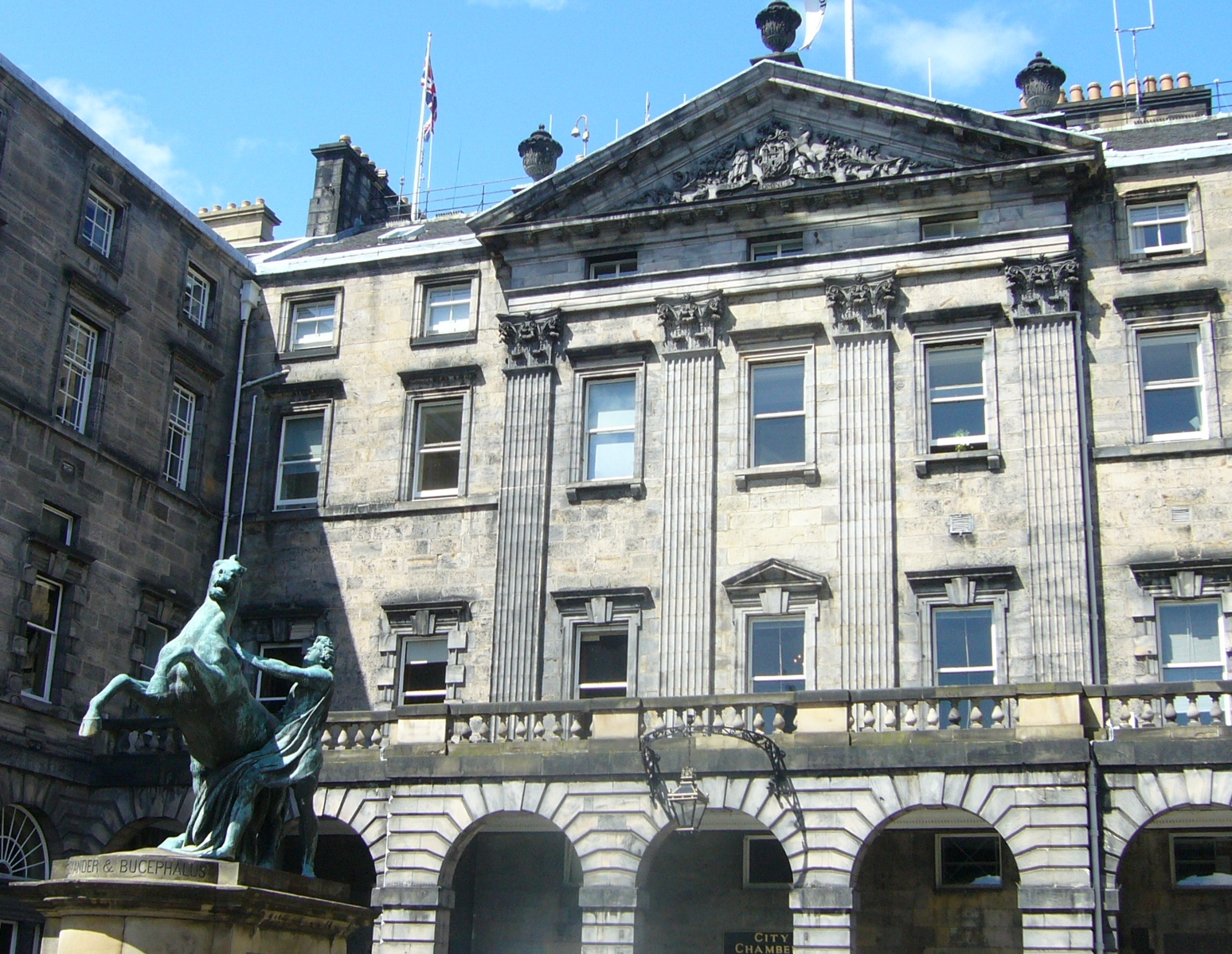
El antiguo Royal Exchange, Edimburgo
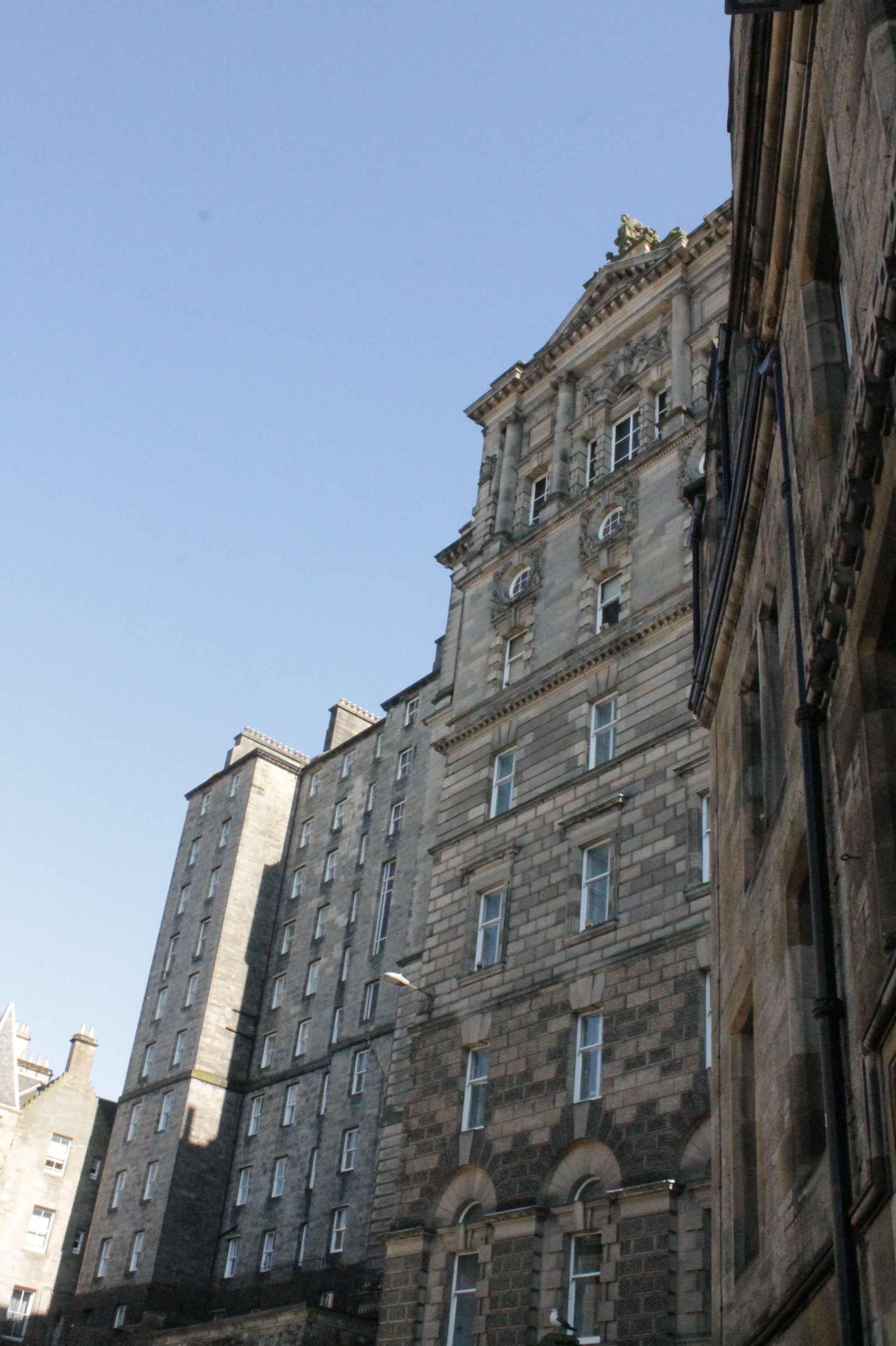
Cámaras de la ciudad de Edimburgo desde Cockburn Street
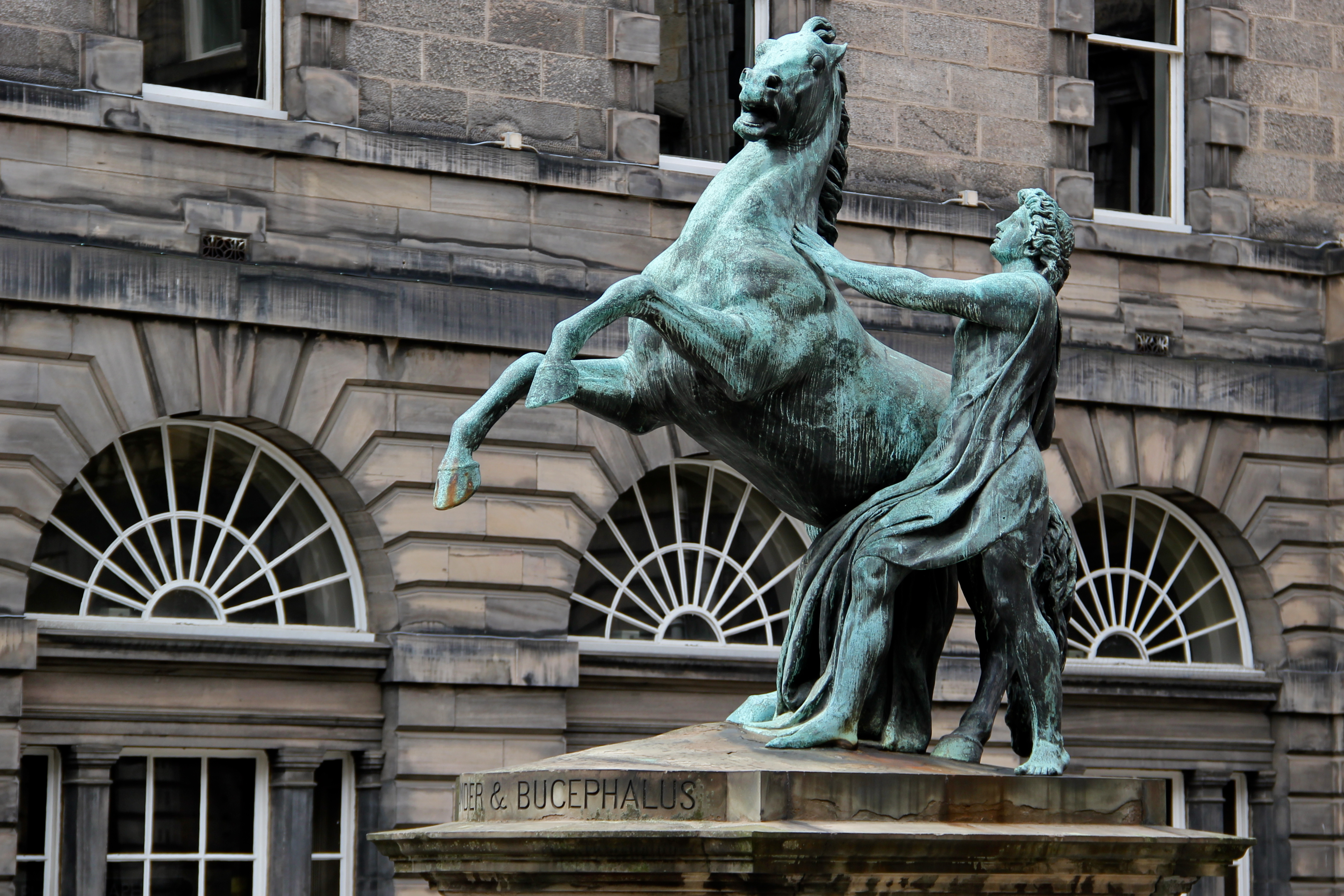
Alejandro y Bucéfalo de John Steell
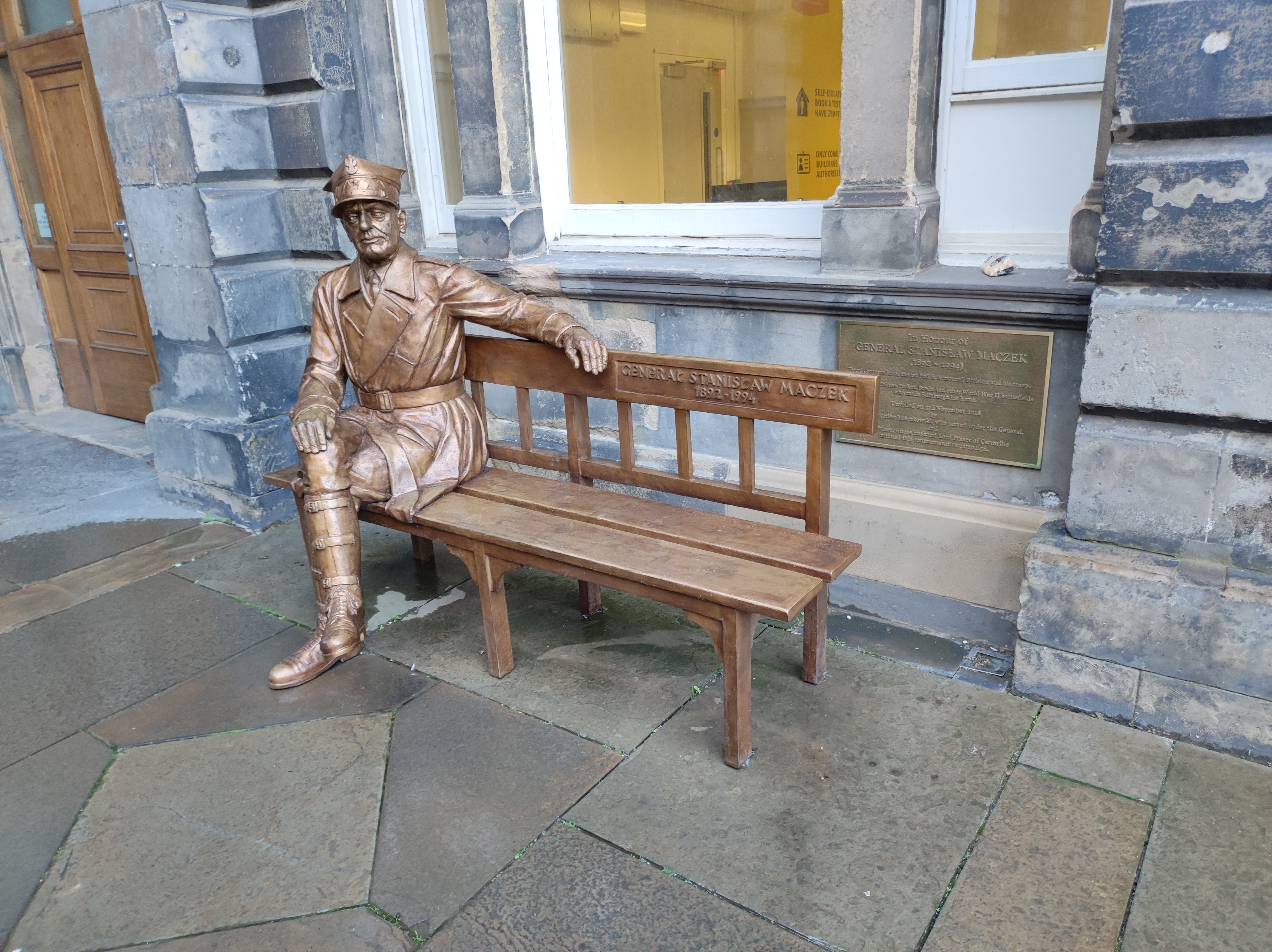
El banco y la estatua del general Stanisław Maczek
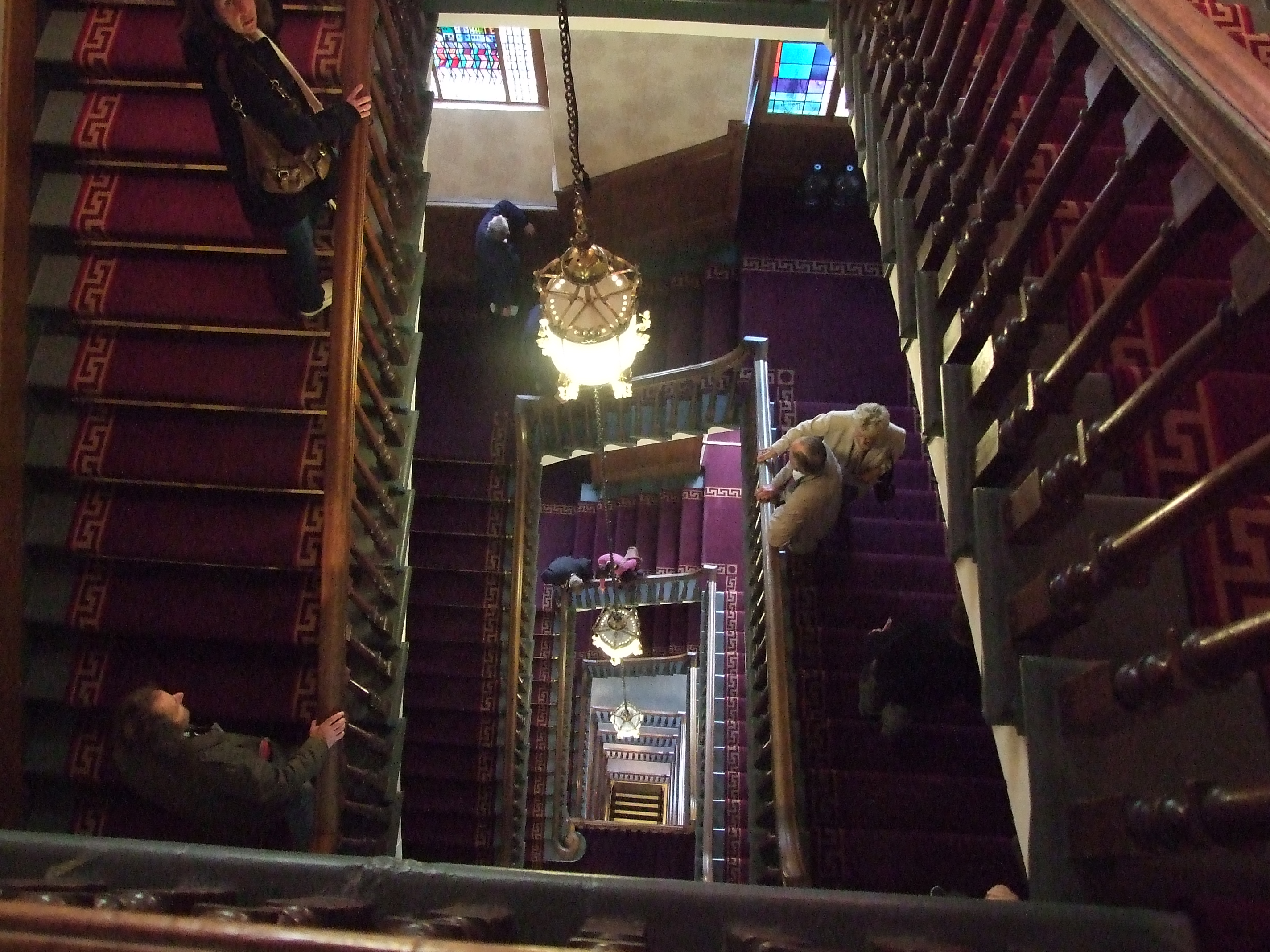
Escalera principal
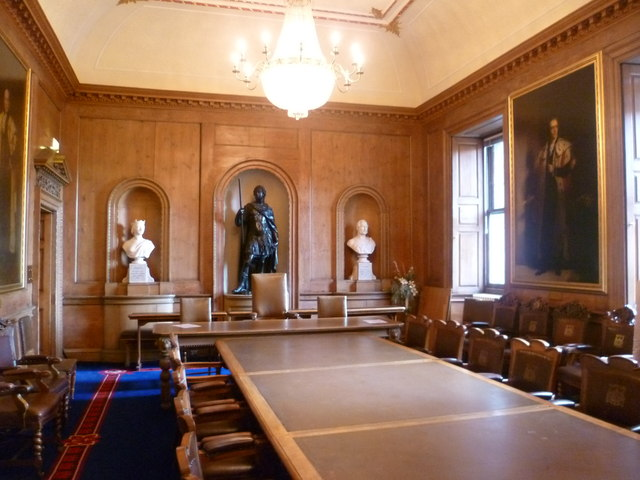
La cámara del consejo
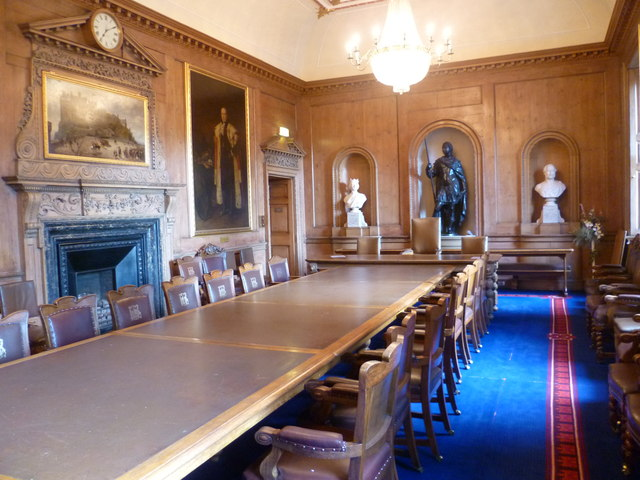
Otra vista de la cámara del consejo